# 전영범
전영범(?~)은 대한민국의 천문학자이다. 한국천문연구원 소속으로 보현산천문대에서 일하면서 여러 소행성을 발견했다.

## 학력
- 부산대학교 물리학 학사
- 서울대학교 천문학 박사